# Ангело Гаттермаєр
Ангело Гаттермаєр (нім. Angelo Gattermayer, нар. 6 червня 2002, Відень) — австрійський футболіст, нападник клубу «Вольфсбергер» та молодіжної збірної Австрії. Виступав також за низку австрійських і німецьких клубів. Володар Кубка Австрії.

## Клубна кар'єра
Ангело Гаттермаєр народився 2002 року у Відні. Розпочав займатися футболом у юнацькій команді клубу «Аустрія» (Відень), пізніше грав у юнацьких командах клубів «Флорісдорфер» та «Адміра-Ваккер». У 2020 року Гаттермаєр розпочав грати за основну команду клубу «Адміра-Ваккер», в якій грав до кінця 2022 року, взявши участь у 39 матчах чемпіонату. На початку 2023 року футболіст перейшов до німецького клубу «Вальдгоф», з якого в 2024 році його віддали в оренду до австрійського клубу «Амштеттен». З другої половини 2024 року Гаттермаєр грає у складі австрійського клубу «Вольфсбергер». У складі команди футболіст у сезоні 2024—2025 років став володарем Кубка Австрії.

## Виступи за збірну
Протягом 2023—2024 років Ангело Гаттермаєр зіграв 2 матчі у складі молодіжної збірної Австрії.

## Титули і досягнення
- Володар Кубка Австрії (1):

«Вольфсбергер»: 2024–2025